# 1859 na Venezuela
Esta é uma cronologia dos principais fatos ocorridos no ano de 1859 na Venezuela.

## Eventos
- 4 de janeiro – Após aprovação da nova Constituição, em 31 de dezembro do ano passado, a Convenção Nacional de Valencia [es] elege o Julián Castro como presidente interino da República, e o Manuel Felipe de Tovar como vice-presidente interino.

## Personalidades

### Mortes
- 7 de fevereiro – Agustín Codazzi (n. 1793), militar, geógrafo italiano, cartógrafo da Venezuela e da Colômbia.
- 25 de fevereiro – Jacinto Lara (n. 1778), militar e prócer da Independência da Venezuela [es].[1]